# Christine Li
Christine Li (* 1960 in Offenbach) ist eine deutsche Ärztin für traditionelle chinesische Medizin und Schriftstellerin.

## Leben
Christine Li studierte Sinologie, Ethnologie, Humanmedizin und traditionelle chinesische Medizin in Berlin, München, Shanghai, Wuhan und Peking.
Neben ihrer klinischen Arbeit als Ärztin und ihrer Tätigkeit als Dozentin für chinesische Medizin forscht und schreibt Christine Li vor allem zu medizingeschichtlichen Themen. Ihre Hauptinteressen gelten den gegenseitigen Bedingtheiten zwischen Schamanismus, Daoismus, Alchimie und Medizin. In ihrem Buch über chinesische Andrologie Der Tanz des Schamanen werden fiktive Dialoge zwischen dem chinesischen Alchimisten und Universalgelehrten Ge Hong und seiner Frau, der traditionellen Ärztin und angeblichen Erfinderin der Moxibustion, Bao Gu, als stilistisches Stilmittel eingesetzt.
Lis Bücher erschienen unter anderem in Australien, Frankreich, Griechenland und Spanien.
Ihr neuestes Projekt ist eine fantastische Romanserie über eine chinesische Ärztin und Schamanin der östlichen Jin-Dynastie.

## Werke
- Christine Li, Ulja Krautwald: Der Weg der Kaiserin: Über traditionelle chinesische Gynäkologie. Scherz, Bern 2000, ISBN 978-3-502-14410-6
- Christine Li: Chinesische Heilmittel. Ludwig, München 2000, ISBN 3-7787-3863-1
- Christine Li, Ulja Krautwald: Donner, Wind und Berg: Die acht chinesischen Persönlichkeitstypen. Scherz, Bern 2004, ISBN 978-3-426-87307-6
- Christine Li: Chinesische Medizin für den Alltag (GU Ratgeber Gesundheit). Gräfe und Unzer, Königsberg 2006, ISBN 978-3-8338-0212-6
- Co-Autorin: Leitfaden Chinesische Medizin. Hrsg.:Bäcker, Marcus, Focks, Claudia, Hillenbrand, Norman: Leitfaden Chinesische Medizin : [mit dem Plus im Web]. 5.  Auflage. Elsevier, Urban & Fischer, München 2008, ISBN 978-3-437-56482-6. 5. Aufl. Elsevier, Urban & Fischer, München 2008, ISBN 3-437-56482-X
- Christine Li: La medicina china : salud y equilibrio gracias a una práctica milenaria. L'Hospitalet, Barcelona 2008, ISBN 978-84-255-1804-1
- Christine Li, Ulja Krautwald: Der Tanz des Schamanen: Über chinesische Andrologie. Fischer, Frankfurt am Main 2010, ISBN 978-3-596-16283-3